# Torchon
 (septembre 2020).
Si vous disposez d'ouvrages ou d'articles de référence ou si vous connaissez des sites web de qualité traitant du thème abordé ici, merci de compléter l'article en donnant les références utiles à sa vérifiabilité et en les liant à la section « Notes et références ».

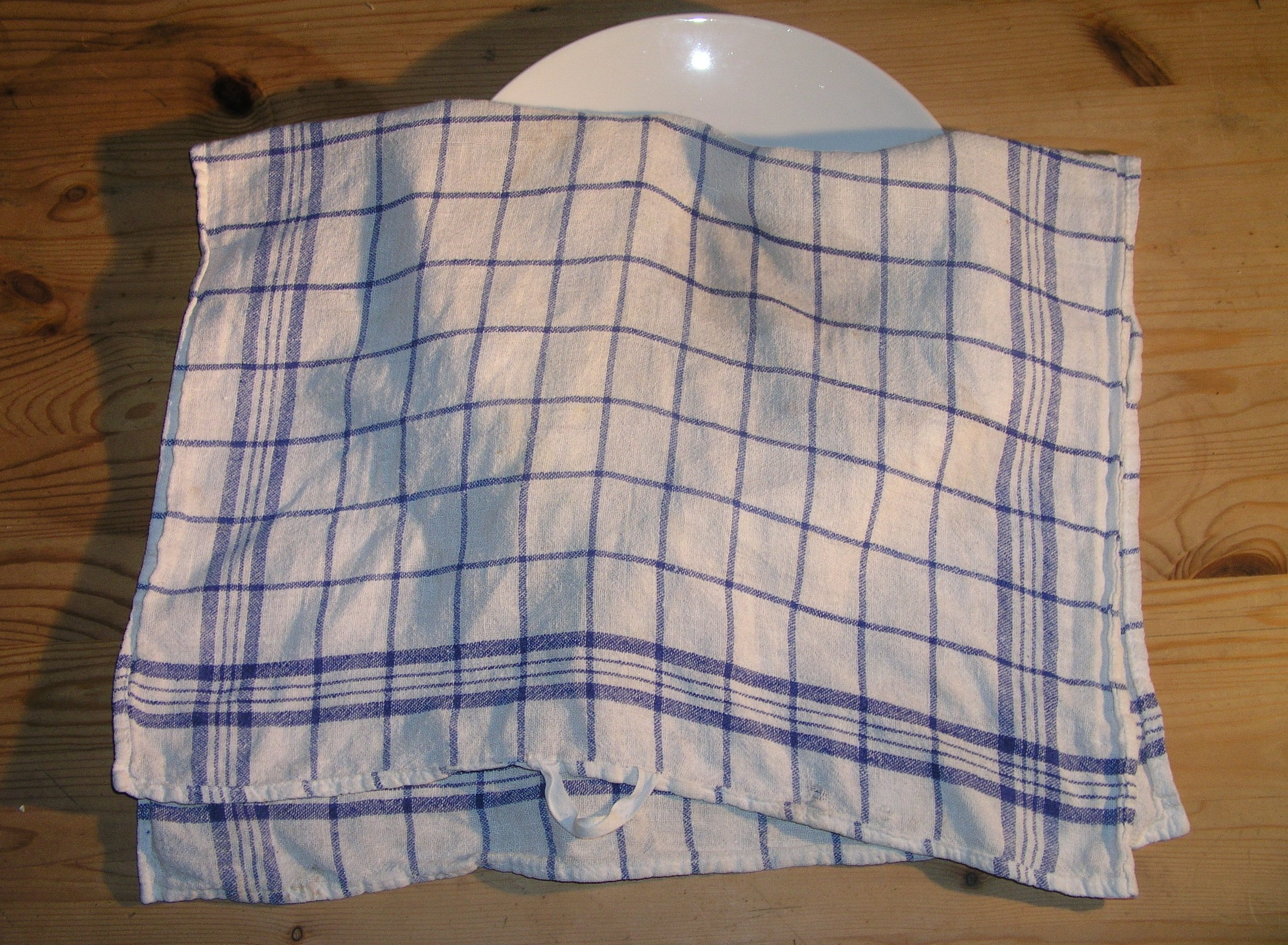
Torchon à vaisselle.

En France, un torchon est un linge de maison servant à essuyer la vaisselle (essuie de vaisselle en Belgique, linge de cuisine ou patte en Suisse romande, linge à vaisselle en Amérique du Nord).
En Belgique et en Amérique du Nord, un torchon est un linge servant à nettoyer les sols, qu'on appelle en France serpillière. En Lorraine, la serpillière est également appelée « torchon de plancher ».

## Histoire
Historiquement et en matière de nettoyage, le torchon fut d'abord, au XIIe siècle, un bouchon de paille ou de foin utilisé pour le décrassage, et tout particulièrement pour celui des fesses. Le torchon ne devient morceau de toile grossière qu'au XIVe siècle.
Qu'il soit fait d'un morceau de vieux linge ou spécialement fabriqué pour le nettoyage, il évolue peu jusqu'au XXe siècle où des matières nouvelles lui donnent plus d'efficacité : au coton et au lin s'ajoute, par exemple, la viscose.
La matière naturelle reste cependant d'usage dans des cas précis :
- la « cuisson au torchon » où certains aliments, comme le jambon ou le foie gras, sont cuits et égouttés dans un torchon ;
- le « papier torchon », fabriqué avec des chiffons.

## Langue française
Le torchon a donné naissance à différentes locutions dont certaines sont toujours couramment utilisées ; on dit ainsi « donner un coup de torchon » (nettoyer sommairement ou même éliminer radicalement).
Propre, il exprime un aspect positif : « mettre la viande en torchon » égale se mettre au lit et en argot militaire, le torchon est un coup d'épée. Régionalement, il peut désigner un café ou un lieu de restauration typique.
Sale, il souligne le caractère négatif qu'on attribue à certains : une femme négligée ou de mauvaise vie est traitée de torchon ; il sert aussi à établir une différence de traitement des personnes en fonction de leur valeur ou de leur niveau social : on « ne mélange pas les torchons et les serviettes » ; il est enfin synonyme d'écrit de peu de valeur et même de rafle (en argot).

## Dans la culture
Coup de torchon est un film français réalisé par Bertrand Tavernier, sorti en 1981.